# 孟加拉国社会党（马克思主义）
孟加拉国社会党（马克思主义）（羅馬化：Bānlādēśēr samājatāntrik dal (Mārksabādī)，缩写为BASAD-Marxist或BSD-Marxist）是孟加拉国的一个共产主义共产党，奉行马克思列宁主义、斯大林主义、希布达斯·戈什思想、反修正主义。该党是左翼民主联盟的成员。
由于印度革命政治理论家希布达斯·戈什未被孟加拉国社会党承认为国际共产主义运动的权威，孟加拉国社会党的2个中央领导人在2013年离开孟加拉国社会党，另立孟加拉国社会党（马克思主义）。2020年2月，由于工作委员会委员苏邦苏·查克拉巴蒂和16位论坛成员被开除，该党再次分裂，分裂派另立孟加拉国共产主义运动。
该党初版月刊是《共产主义》。